# 杰罗姆·大卫·塞林格
杰罗姆·大卫·塞林格（英语：Jerome David Salinger，J. D. Salinger，/ˈsælɪndʒər/，1919年1月1日—2010年1月27日），简称J·D·塞林格，是一位美國作家，以著作《麥田捕手》而聞名。塞林格在纽约曼哈頓長大，於中學時期開始撰寫短篇小說。其中幾篇在20世紀40年代初於《Story》雜誌上發表，接著塞林格因二次世界大戰爆發而開始服役。1948年，他在《紐約客》雜誌上發表了備受好評的小說《逮香蕉魚的最佳日子》，此後，该雜誌成為塞林格多數作品的發表處。2010年1月27日，塞林格在新罕布夏州科爾尼許的家中自然死亡。
塞林格的《麥田捕手》一经出版便受到了热烈的追捧，此书以迷惘少年霍尔顿·考尔菲德为主角，该角色对青少年读者的影响十分深远。 此书受到许多争议，而它的成功也引发了公众对其作者塞林格的注意。但塞林格并不喜欢这类关注，因此他开始隐居，更少发表作品。在1951年的《麥田捕手》后，塞林格出版了短篇小说集《九故事（1953）》；包含一部中篇和一部短篇小说的《弗兰妮与祖伊（1961）》；包含两部中篇小说的《抬高房梁，木匠们；西摩：小传（1963）》。塞林格发表的最后一部作品是《哈普沃兹16，1924》，该小说于1965年6月19日发表在纽约客杂志。
塞林格十分厌恶人们对他私生活的窥探。他在20世纪80年代对传记作家伊恩·汉密尔顿提起了诉讼。90年代末，有两位亲近塞林格的人（前女友乔伊斯·梅娜格和女儿玛格丽特·塞林格）分别发表了关于塞林格的回忆录。

## 生平

### 早年经历

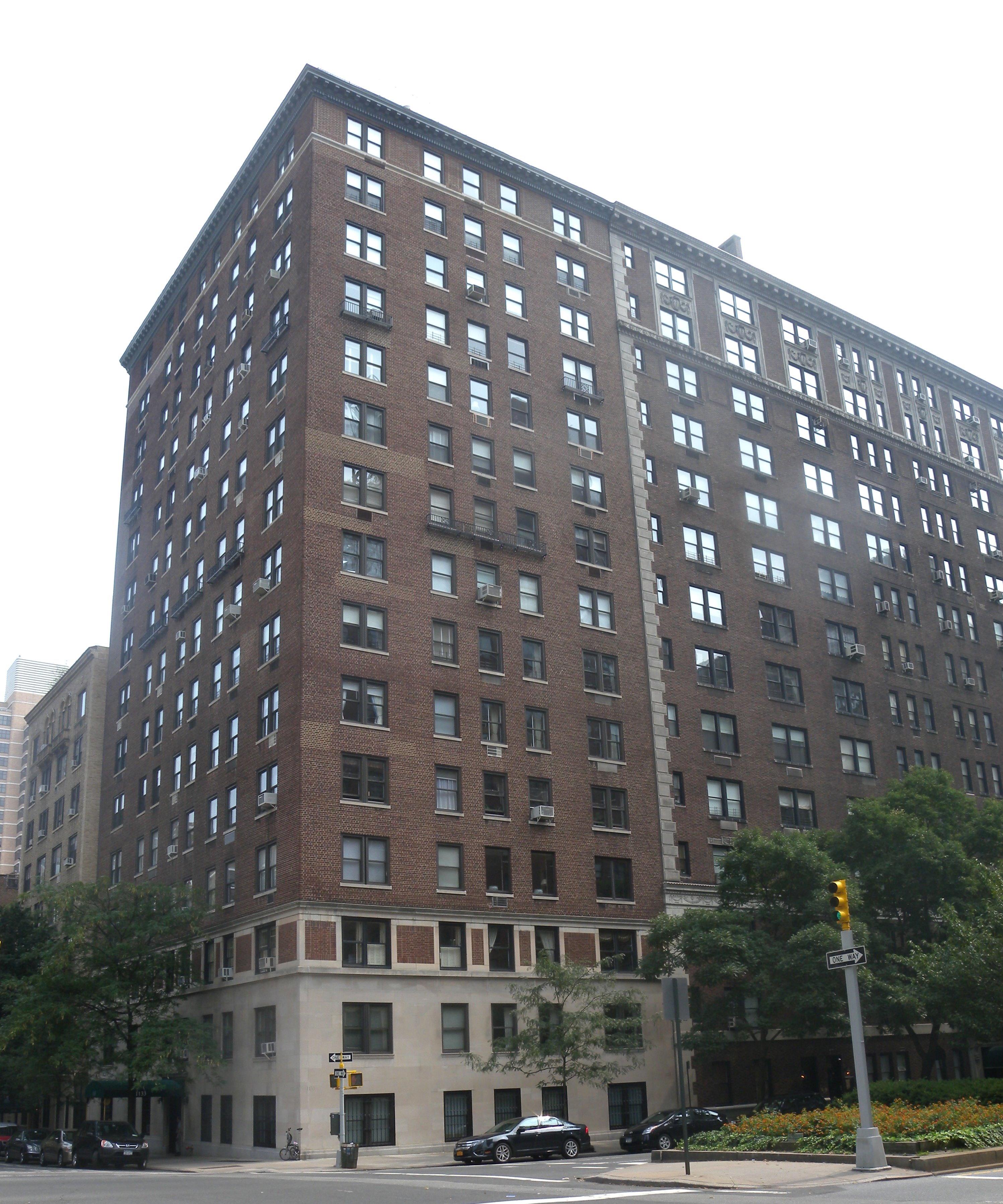
塞林格的童年在曼哈顿公园大道1133号度过

1919年1月1日，塞林格出生在纽约的一个犹太富商家庭，幼年时在曼哈顿西城的公立学校接受教育。 1939年，他们一家搬往公园大道，因此塞林格入读了附近的麦克伯尼学校。 塞林格难以适应新学校的生活，他采取了一些措施迫使自己适应，例如自称“Jerry”。 他的家人叫他“Sonny”。 在麦克伯尼学校就读期间，塞林格曾组织击剑队，为校园报刊撰写文章，出演戏剧。 塞林格的父亲认为塞林格“有内在的戏剧天赋”，但反对塞林格成为一名演员。
15岁时，塞林格被父亲送到宾夕法尼亚州的谷堡军事学校。  塞林格自述在军事学校期间，常“躲在被窝下，借着手电筒灯光”写小说。 该校的档案显示他是个“平凡”的学生，他的IQ测试分数在111-115之间，略高于平均水平。
1936年塞林格从军事学校毕业，進入紐約大學主修特殊教育，但沒多久又放棄離校。 1937年他被做火腿进口生意的父亲送到奧地利維也納学做肉品生意。 塞林格对生意中的屠宰场面感到恶心，于是决定选择另一条不同的职业道路。他对肉品生意的厌恶以及对父亲的拒斥很大程度上促使他后来成为了一名素食主义者。
塞林格在納粹統治奧地利前離開维也纳，然後于1938年进入了烏爾辛納斯學院。塞林格為烏爾辛納斯學院的校园报刊寫了几篇名為“ J.D.S.的跳過文憑”的專題文章； 從厚臉皮的觀察到電影評論，大多數包含簡短的內容。 他還曾用筆名“杰羅姆·塞林格”擔任烏爾辛納斯學院戲劇評論家。 在一封1963年给烏爾辛納斯學院的信中，塞林格自稱对在此度过的學習時光感到“非常高興”。
後來塞林格轉入哥伦比亚大学通识教育学院念夜間部寫作課程，教师是《Story》杂志的资深编辑惠特·伯内特。据伯内特回忆，塞林格在课程前段表现平平，直到第二学期快结束时“突然活了过来”，并完成了三个故事。 伯内特认为塞林格的故事很有技巧，并将其中一篇故事《年轻的伙伴》送到了《Story》杂志发表。 这部作品发表于《Story》杂志1940年3-4月刊。伯内特因此成为了塞林格的导师，他们间的通信维持了许多年。

### 第二次世界大战
1942年，塞林格开始和名作家尤金·歐尼爾的女兒烏娜·歐尼爾交往。尽管他注意到烏娜·歐尼爾非常自恋（他在给朋友的信中写道“小乌娜无助的爱着小乌娜”），但塞林格仍时常打电话给她，并寄出长长的情书。 这段恋情终究没能成功，之後塞林格在報上看到了乌娜和著名演員卓別林結婚的消息。
1941年，塞林格也曾在加勒比的郵輪上短暫擔任活動領隊。 同年，塞林格开始向《纽约客》杂志投稿，但大多数作品都被退回，包括《三人午餐》、《兑水饮料独白》、《我和阿道夫·希特勒一同上学》。不过在1941年12月，短篇《麦迪逊的轻度反叛》被杂志接受，该小说背景设在纽约曼哈顿，讲述了一位名为“霍尔顿·考尔菲德”的叛逆少年“战前的不安”。 然而当月日本偷袭珍珠港事件发生后，该故事被认为“不适合发表”，塞林格感到十分难过。这部短篇最终在1946年刊出。 1942年春，在美国宣布参战几个月后，塞林格入伍，加入了美国陆军第4步兵师第12步兵团。 塞林格参与了诺曼底登陆的犹他海滩战，突出部之役以及许特根森林战役。
在从诺曼底进入德国的途中，塞林格与欧内斯特·海明威见了面，当时海明威在巴黎担任战地记者。 塞林格惊讶于海明威友好谦逊的态度，认为他比公众形象更“柔和”。 海明威也对塞林格的写作能力感到十分惊奇，他表示塞林格拥有惊人的天赋。 两人就此开始通信；塞林格在1946年7月写给海明威的信中说，他们间的谈话是他在战争中为数不多的美好回忆，然后他又补充说自己正在创作一部关于“考尔菲德”的剧本，他期望自己能够亲自出演这部剧本。
而后塞林格被指派加入反间谍工作，加入代号为“里奇男孩”的部队。在这份工作中，塞林格需要利用自己流利的法语和德语审问战俘。 1945年4月，塞林格被调往达豪集中营下属的考弗林集中营。
在第二次世界大战期间，塞林格参与了五场战役，并被授予上士军衔。 战争令塞林格恐惧，德国投降后，塞林格因战斗应激反应不得不入院数周。 塞林格后来对自己的女儿说“无论你活多久，都没法把烧焦的血肉的气味从鼻子里清除”。 他之后写了多本以战争为题材的短篇小说，例如以受创伤士兵为叙述者的《为埃斯米而作——既有爱也有污秽凄苦》。在军队服役期间，塞林格继续写作，他在《Collier's》和《星期六晚邮报》发表过数篇小说。塞林格也持续向《纽约客》投稿，但从1944-1946年间的所有投稿都被退回，包括1945年投出的15首诗。

### 战后生活
1946年塞林格退伍，回到纽约开始专心创作。他的第一本长篇小说1951年出版，获得了很大的反響，塞林格一举成名。塞林格之后已出版的作品包括了收录了九篇他在紐約客等雜誌上發表過的短篇故事的《九個故事》、（1953年）《弗兰妮与祖伊》（1961年）、《西摩簡介》（1963年），但反響都不像《麦田里的守望者》那么熱烈。塞林格擅长塑造早熟、出众的青少年的形象。
《麦田里的守望者》获得成功之后，塞林格变得更孤僻。他在新罕布什尔州乡间的河边小山附近买下了90多英亩的土地，在山顶上建了一座小屋，过起了隐居的生活。塞林格虽然从未放弃写作，但在1951年之后，就很少公开出版自己的作品。他后期的作品也越来越倾向于东方哲学和禅宗。
1999年，塞林格在34年没有发表任何作品后终于发表了新的长篇小说《哈普沃兹16，1924》。《哈普沃兹16，1924》最早是以短篇的形式出现在1965年的《纽约客》上。塞林格将这部作品授权一个小的出版公司，但是到现在他的作品都还没有出版。

### 去世

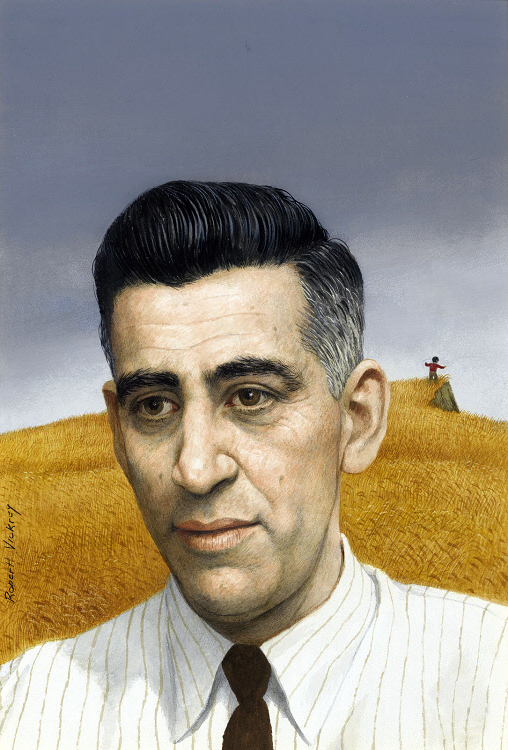
塞林格去世后，美国国家肖像画廊为其展示的肖像

塞林格於2010年1月27日在新罕布夏州的家中過世，死因為自然死亡，享壽91歲。 塞林格的文学经纪人告诉《纽约时报》，塞林格在2009年3月摔伤了髋骨，不过身体尚好，直到2010年初迅速恶化。 他的第三任妻子科琳·奥尼尔·塞林格和儿子马特·塞林格成为了其遗产执行人。

## 个人生活
沙林傑在欧洲期间曾经与一个女医生结婚，但不久便离异。1953年他与一个叫克莱尔·道格拉斯（Claire Douglas）的女学生相识，两人后来在1955年结婚，但是后来又离婚。1972年沙林傑在一本杂志上看到一个名叫乔伊斯·梅纳德（Joyce Maynard）的耶鲁大学女学生的文章和照片，立即被她吸引，两人开始通信。两人的关系在十个月后破裂。
2000年，沙林傑与第二任妻子克莱尔·道格拉斯的女儿玛格丽特·沙林傑出版了《梦的守望者：一本回忆录》一书。书中她披露了很多沙林傑不为人知的秘密，像沙林傑经常喝自己的尿、很少和克莱尔做爱，禁止她走访亲友等。

## 作品列表

### 書籍
| 原名                                                              | 中文译名                     | 出版年份 | 备注 |
| ----------------------------------------------------------------- | ---------------------------- | -------- | --- |
| The Catcher in the Rye                                            |                              | 1951     | |
| Nine Stories                                                      | 九故事                       | 1953     | 包含9部短篇小说： - 逮香蕉魚的最佳日子 - 威格利大叔在康涅狄格州 - 就在跟爱斯基摩人开战之前 - 笑面人 - 下到小船里 - 为埃斯米而作——既有爱也有污秽凄苦 - 嘴唇美丽而我的双眸澄碧 - 德·杜米埃-史密斯的蓝色时期 - 特迪 |
| Franny and Zooey                                                  | 弗兰妮与祖伊                 | 1961     | 基于1956年的短篇《Ivanoff, the Terrible》重写。 包含一部中篇与一部短篇： - 弗兰妮 - 祖伊 |
| Raise High the Roof Beam, Carpenters and Seymour: An Introduction | 抬高房梁，木匠們；西摩：小傳 | 1963     | 包含两部中篇小说： - 抬高房梁，木匠們 - 西摩：小傳 |
| Three Early Stories                                               | 三故事                       | 2014     | 包含塞林格早期出版的三个故事： - 年轻的伙伴（The Young Folks，1940） - 去见埃迪（Go See Eddie，1940） - 一周一次死不了你（Once a Week Won't Kill You，1944）                                                     |

### 已发表的故事
| 原名                                      | 中文译名                | 出版年份 | 备注                                                                                |
| ----------------------------------------- | ----------------------- | -------- | ----------------------------------------------------------------------------------- |
| The Hang of It                            | 诀窍                    | 1941     | 1943年在《The Kit Book for Soldiers》重新发表。                                     |
| The Heart of a Broken Story               | 破碎故事之心            | 1941     |                                                                                     |
| Personal Notes of an Infantryman          | 一个步兵的个人笔记      | 1942     |                                                                                     |
| The Long Debut of Lois Taggett            | 罗伊丝·塔基特漫长的首演 | 1942     | 1949年在《Story》杂志重新发表，编辑为惠特·伯内特。                                  |
| The Varioni Brothers                      | 瓦利昂尼二兄弟          | 1943     |                                                                                     |
| Both Parties Concerned                    | 双方                    | 1944     |                                                                                     |
| Soft-Boiled Sergeant                      | 伤感的中士              | 1944     |                                                                                     |
| Last Day of the Last Furlough             | 最后一个假期的最后一天  | 1944     | Babe Gladwaller 故事三部曲之一                                                      |
| Elaine                                    | 伊莱恩                  | 1945     |                                                                                     |
| The Stranger                              | 陌生人                  | 1945     | Babe Gladwaller 故事三部曲之三                                                      |
| I'm Crazy                                 | 我疯狂                  | 1945     |                                                                                     |
| A Boy in France                           | 一个在法兰西的小伙子    | 1945     | Babe Gladwaller 故事三部曲之二，由1944年的故事“What Babe Saw, or Ooh-La-La!”重写。  |
| This Sandwich Has No Mayonnaise           | 这片没有果酱的三明治    | 1945     | 1959年在《The Armchair Esquire》重新发表，编辑是L. Rust Hills                       |
| Slight Rebellion off Madison              | 麦迪逊的轻度反叛        | 1946     | 收录在2000年《纽约客》杂志的Wonderful Town: New York Stories中，编辑是David Remnick |
| A Young Girl in 1941 with No Waist at All | 一个没腰的女孩在1941年  | 1947     |                                                                                     |
| The Inverted Forest                       | 颠倒的森林              | 1947     |                                                                                     |
| Blue Melody                               | 蓝色旋律                | 1948     |                                                                                     |
| A Girl I Knew                             | 我认识的一个女孩        | 1948     | 收录在1949年的《Best American Short Stories》中，编辑是Martha Foley                 |
| Hapworth 16, 1924                         | 哈普沃兹16，1924        | 1965     |                                                                                     |

### 未发表的故事
| 原名                                         | 中文译名                  | 作成时间 | 备注                         |
| -------------------------------------------- | ------------------------- | -------- | ---------------------------- |
| The Survivors                                | 幸存者                    | 1939     |                              |
| The long hotel story                         | 漫长的酒店故事            | 1940     |                              |
| The Fishermen                                | 渔夫                      | 1941     |                              |
| Lunch for Three                              | 三人午餐                  | 1941     |                              |
| I Went to School with Adolf Hitler           | 我与阿道夫·希特勒一同上学 | 1941     |                              |
| Monologue for a Watery Highball              | 兑水饮料独白              | 1941     |                              |
| The Lovely Dead Girl at Table Six            | 六号台上可爱的死姑娘      | 1941     |                              |
| Mrs. Hincher                                 | 欣奇尔太太                | 1942     | 另一标题为“Paula”            |
| The Kissless Life of Reilly                  | 赖利的无吻生活            | 1942     |                              |
| The Last and Best of the Peter Pans          | 最后、最优秀的彼得潘      | 1942     |                              |
| Holden On the Bus                            | 霍尔顿在公共汽车上        | 1942     |                              |
| Men Without Hemingway                        | 没有海明威的男人们        | 1942     |                              |
| Over the Sea Let's Go, Twentieth Century Fox | 渡海我们走，20世纪福克斯  | 1942     |                              |
| The Broken Children                          | 破碎的儿童                | 1943     |                              |
| Paris                                        | 巴黎                      | 1943     |                              |
| Rex Passard on the Planet Mars               | 火星上的雷克斯·帕萨德     | 1943     |                              |
| Bitsey                                       | 比茨                      | 1943     |                              |
| What Got Into Curtis in the Woodshed         | 柯蒂斯在木棚里遇到了什么  | 1944     |                              |
| The Children's Echelon                       | 孩子们的队形              | 1944     | 另一标题为“Total War Diary”  |
| Boy Standing in Tennessee                    | 一个站在田纳西的小伙子    | 1944     |                              |
| The Magic Foxhole                            | 魔术般的狐狸洞            | 1944     |                              |
| Two Lonely Men                               | 两个孤独男人              | 1944     |                              |
| A Young Man in a Stuffed Shirt               | 穿羊绒衫的年轻人          | 1944     |                              |
| The Daughter of the Late, Great Man          | 已故伟人的女儿            | 1945     |                              |
| The Ocean Full of Bowling Balls              | 充满保龄球的海洋          | 1947     |                              |
| Birthday Boy                                 | 小寿星                    | 1946     | 另一标题为“The Male Goodbye” |
| The Boy in the People Shooting Hat           | 戴杀人帽子的小伙子        | 1948     |                              |
| A Summer Accident                            | 夏日意外                  | 1949     |                              |
| Requiem for the Phantom of the Opera         | 剧院魅影安魂曲            | 1950     |                              |

## 媒體形象及參考
- 在詹姆斯·史蒂芬·薩德懷（英语：James Steven Sadwith）執導的2015年電影《走過麥田（英语：Coming Through the Rye (film)）》中由克里斯·庫柏飾演沙林傑[42]。
- 在2017年電影《叛逆的麥田捕手（英语：Rebel in the Rye）》中由尼可拉斯·霍特飾演沙林傑[43]。

### 脚注
1. ↑  "J. D. Salinger". EXPLORING Novels. Detroit: Gale, 2003. Web. November 9, 2010.
2. ↑  . Wall Street Journal. 2010-01-28  [2010-01-28]. （原始内容存档于2013-06-12）.
3. 1 2  Italie, Hillel. . ABC News. 2010-01-28  [2010-01-28]. （原始内容存档于2010-03-05）.
4. ↑  . BBC. 2010-01-29  [2010-01-29]. （原始内容存档于2012-03-13）.
5. 1 2  Skow, John. . 時代雜誌. September 15, 1961  [April 12, 2007]. （原始内容存档于October 16, 2007）.
6. ↑  . American Masters. January 16, 2014  [December 29, 2019]. （原始内容存档于2022-10-06） （美国英语）.
7. 1 2 3  "J. D. Salinger". LitFinder Contemporary Collection. Gale, 2007. Web. November 9, 2010.
[查证请求]
8. 1 2 3  Lutz 2002，第[页码请求]頁.
9. ↑  Hathcock, Barrett. "J.D. Salinger"[需要完整来源]
[查证请求]
10. ↑  Lutz 2002，第10頁.
11. ↑  Alexander 1999，第42頁.
12. ↑  French 1988，第22頁.
13. ↑  Reiff, Raychel Haugrud. . Marshall Cavendish. 2008. ISBN 9780761425946.
14. ↑  Fiene, Donald M. 的存檔，存档日期January 9, 2008，. "A Bibliographical Study of J. D. Salinger: Life, Work, and Reputation", M.A. Thesis, University of Louisville, 1962.
15. ↑  Margaret Salinger 2000，第39頁.
16. ↑  A Brief Biography of J. D. Salinger © April 2002, February 2006, by Sarah Morrill
17. ↑  French 1988，第xiii頁.
18. 1 2  Alexander 1999，第55–58頁.
19. ↑  Alexander 1999，第55, 63–65頁.
20. ↑  Scovell, Jane. . New York: Warner. 1998: 87. ISBN 0-446-51730-5.
21. ↑  Sheppard, R.Z. . 時代雜誌. March 23, 1988  [April 14, 2007]. （原始内容存档于September 30, 2007）.
22. 1 2  Lutz 2002，第18頁.
23. 1 2 3  Yagoda, Ben. . New York: Scribner. 2000: 98, 233. ISBN 0-684-81605-9.
24. ↑  Margaret Salinger 2000，第58頁.
25. ↑  Lamb, Robert Paul.  (reprint). Twentieth Century Literature. Winter 1996  [July 10, 2007]. （原始内容存档于2012-07-09）.
26. 1 2 3  Baker, Carlos. . New York: Charles Scribner's Sons. 1969: 420, 646. ISBN 0-02-001690-5.
27. 1 2  Margaret Salinger 2000，第55頁.
28. ↑  "J.D. Salinger". Contemporary Authors Online. 2011.n.pag.Gale. Web. October 20, 2011.
[查证请求]
29. ↑  Slawenski, K. (2011). J. D. Salinger: A Life. Random House, p. 100.
30. ↑  Hamilton 1988，第89頁.
31. ↑  Lutz 2002，第7頁.
32. ↑  Menand, Louis.  (PDF). The New Yorker. October 1, 2001  [July 10, 2007]. （原始内容 (reprint)存档于August 7, 2007）.
33. ↑  . National Portrait Gallery, Smithsonia Institution. February 1, 2010  [June 30, 2017].
34. ↑  Italie, Hillel. . ABC News. January 28, 2010  [January 28, 2010]. （原始内容存档于2010-02-01）.
35. 1 2  McGrath, Charles. . The New York Times. January 28, 2010  [2022-08-24]. （原始内容存档于2017-02-05）.
36. ↑  Bryan, James E. . College English. 1961, 23 (3): 226–229. JSTOR 373014. doi:10.2307/373014.
37. 1 2  Slawenski, Kenneth. . Random House Publishing Group. January 25, 2011: 177. ISBN 978-0-679-60479-2 （英语）.
38. ↑  Reiff 2008，第131頁.
39. 1 2  Prigozy, Ruth. Bloom, Harold , 编. . Bloom's Literary Criticism. 2009: 90. ISBN 978-1-4381-1317-3 （英语）.
40. ↑  . ABC News. October 18, 2019  [April 4, 2022]. （原始内容存档于2022-10-06）.
41. ↑  Romano, Andrew. . The Daily Beast. 2013-11-30  [2022-08-24] （英语）.
42. ↑  Lee, Ashley. . The Hollywood Reporter. 2016-10-14  [2016-10-18]. （原始内容存档于2021-02-11）.
43. ↑  Child, Ben. . The Guardian. 2015-09-01  [2017-01-09]. （原始内容存档于2021-01-25）.